# Hospital de urgencia
Hospital de urgencia és una pel·lícula dramàtica espanyola dirigida el 1956 per Antonio Santillán amb guió del propi Santillán i Joaquina Algars. Fou seleccionada al Festival Internacional de Cinema de Sant Sebastià 1956.

## Argument
Considerat una pel·lícula coral freda i distanciada ambientada en un hospital on s'entrecreuen diferents històries. Un metge format a l'estranger, el doctor Villanueva, torna a un hospital d'Espanya i hi descobreix que l'esposa del cirurgià és la seva antiga promesa, que el va abandonar sense donar-li explicacions.